# 43. Oscar-gála
Az 43. Oscar-gálát, a Filmakadémia díjátadóját 1971. április 15-én tartották meg. Egyre többen elégedetlenkedtek a Filmakadémia döntései miatt, Carrie Snodgress az egyik legjobb női főszereplő díjára jelölt egyenesen az elnököt hívta fel hogy kimentse magát az estről. Dustin Hoffman pedig úgy nyilatkozott: Intellektuális szempontból az Oscar nem jelent sokat.[forrás?]
Luis Buñuel véleménye az volt: Semmitől nem undorodnék jobban erkölcsileg, mint elnyerni az Oscar-díjat. Glenda Jackson: Ez a díjazósdi-gépezet, egy hazugság.[forrás?] George C. Scott lett az első színész, aki visszautasította a díjat, erről táviratban értesítette az akadémiát.
A legjobb filmzene a már feloszlott Beatles együttes száma a Let It Be lett. És a egy fiatal főiskolás nyert A tábornok forgatókönyvéért, Francis Ford Coppola.

## Kategóriák és jelöltek
nyertesek félkövérrel jelölve

### Legjobb film
- A tábornok/Patton tábornok (Patton) – 20th Century-Fox – Frank McCarthy
  - Airport – Hunter, Universal – Ross Hunter
  - Love Story – Paramount – Howard G. Minsky
  - MASH (M*A*S*H) – Aspen, 20th Century-Fox – Ingo Preminger
  - Öt könnyű darab (Five Easy Pieces) – BBS Productions, Columbia – Bob Rafelson, Richard Wechsler

### Legjobb színész
- George C. Scott  –  A tábornok/Patton tábornok (Patton)
  - Melvyn Douglas      –  Sohasem énekeltem az apámnak (I Never Sang for My Father)
  - James Earl Jones    –  Jefferson utolsó menete (The Great White Hope)[3]
  - Jack Nicholson      –  Öt könnyű darab (Five Easy Pieces) 
  - Ryan O’Neal         –  Love Story

### Legjobb színésznő
- Glenda Jackson  –  Szerelmes asszonyok (Women in Love)
  - Jane Alexander  –  Jefferson utolsó menete (The Great White Hope)
  - Ali MacGraw  –  Love Story
  - Sarah Miles  –  Ryan lánya (Ryan's Daughter)
  - Carrie Snodgress  –  Diary of a Mad Housewife

### Legjobb férfi mellékszereplő
- John Mills  –  Ryan lánya (Ryan's Daughter)
  - Richard S. Castellano  –  Szerelmesek és más idegenek[4][5]/Szeretők és egyéb idegenek[6] (Lovers and Other Strangers)
  - Dan George  –  Kis nagy ember (Little Big Man)
  - Gene Hackman  –  Sohasem énekeltem az apámnak (I Never Sang for My Father)
  - John Marley  –  Love Story

### Legjobb női mellékszereplő
- Helen Hayes – Airport
  - Karen Black – Öt könnyű darab (Five Easy Pieces) 
  - Lee Grant – A háziúr (The Landlord)
  - Sally Kellerman – MASH (M*A*S*H)
  - Maureen Stapleton – Airport

### Legjobb rendező
- Franklin J. Schaffner – A tábornok/Patton tábornok (Patton)
  - Robert Altman – MASH (M*A*S*H)
  - Federico Fellini – Fellini-Satyricon
  - Arthur Hiller – Love Story
  - Ken Russell – Szerelmes asszonyok (Women in Love)

### Legjobb eredeti történet
- A tábornok/Patton tábornok (Patton) – Francis Ford Coppola, Edmund North
  - Öt könnyű darab (Five Easy Pieces) – Adrien Joyce, Bob Rafelson
  - Joe – Norman Wexler
  - Love Story – Enrich Segal
  - Éjszakám Maudnál (Ma nuit chez Maud; francia) – Éric Rohmer

### Legjobb adaptált forgatókönyv
- MASH (M*A*S*H) – Ring Lardner Jr. forgatókönyve Richard Hooker regénye alapján
  - Airport – George Seaton forgatókönyve Arthur Hailey regénye alapján
  - Sohasem énekeltem az apámnak (I Never Sang for My Father) – Robert Anderson saját színművéből
  - Szerelmesek és más idegenek/Szeretők és egyéb idegenek (Lovers and Other Strangers) – Joseph Bologna, David Zelag Goodman Renée Taylor forgatókönyve Joseph Bologna és Renée Taylor színművéből
  - Szerelmes asszonyok (Women in Love) – Larry Kramer forgatókönyve D. H. Lawrence regénye alapján

### Legjobb operatőr
- Freddie Young, Ryan lánya (Ryan's Daughter)
  - Fred Koenekamp, A tábornok/Patton tábornok (Patton)
  - Ernest Laszlo, Airport
  - Charles F. Wheeler, Osami Furuya, Sinsaku Himeda és Masamichi Satoh, Tora! Tora! Tora!
  - Billy Williams, Szerelmes asszonyok (Women in Love)

### Látványtervezés és díszlet
- Urie McCleary, Gil Parrondo, Antonio Mateos, Pierre-Louis Thevenet – A tábornok/Patton tábornok (Patton)
  - Alexander Golitzen, E. Preston Ames, Jack D. Moore, Mickey S. Michaels – Airport
  - Tambi Larsen, Darrell Silvera – Viszontlátásra a pokolban (The Molly Maguires)
  - Terence Marsh, Bob Cartwright, Pamela Cornell – Scrooge
  - Jack Martin Smith, Yoshiro Muraki, Richard Day, Taizoh Kawashima, Walter M. Scott, Norman Rockett, Carl Biddiscombe – Tora! Tora! Tora!

### Legjobb vágás
- A tábornok/Patton tábornok (Patton) – Hugh S. Fowler
  - Airport – Stuart Gilmore
  - MASH (M*A*S*H) – Danford B. Greene
  - Tora! Tora! Tora! – James E. Newcom, Pembroke J. Herring, Inoue Chikaya
  - Woodstock – Thelma Schoonmaker

### Legjobb vizuális effektus
- Tora! Tora! Tora!  – A.D. Flowers és L.B. Abbott
  - A tábornok/Patton tábornok (Patton) – Alex Weldon

### Legjobb idegen nyelvű film
- Vizsgálat egy minden gyanú felett álló polgár ügyében (Indagin su un cittadino al di sopra di ogni sospetto) (Olaszország) – Vera Films – Daniele Senatore producer – Elio Petri rendező
  - Első szerelem (Erste Liebe) (Svájc) (német nyelvű) – Alfa Film, Franz Seitz Filmproduktion, Glarus, Mafilm – Barry Levinson, Maximilian Schell producerek – Maximilian Schell rendező
  - Hoa-Binh (Franciaország) – C.A.P.A.C., La Guéville, Madeleine Films, Parc Film – Gilbert de Goldschmidt producer – Raoul Coutard rendező
  - Peace in the Fields – (Paix sur les champs) (Belgium) (francia nyelvű) – E. G. C. – Jacques de Pauw producer – Jacques Boigelot rendező
  - Tristana (Spanyolország) – Les Films Corona, Selenia Cinematografica, Talía Films, Época Films S.A. – Luis Buñuel, Robert Dorfmann producerek – Luis Buñuel rendező

### Legjobb filmzene

#### Eredeti filmzene
- Love Story – Francis Lai
  - Airport – Alfred Newman (posztumusz)
  - Cromwell – Frank Cordell
  - A tábornok/Patton tábornok (Patton) – Jerry Goldsmith
  - Napraforgó (I Girasoli; olasz–francia–szovjet) – Henry Mancini

#### Eredeti dalszerzés
- Let It Be – zene és dalszöveg: The Beatles: John Lennon, Paul McCartney, George Harrison és Ringo Starr
  - A gyerekgyáros (The Baby Maker) – zene: Fred Karlin; dalszöveg: Tylwyth Kymry
  - Barátom, Charlie Brown (A Boy Named Charlie Brown) – zene: Rod McKuen és John Scott Trotter; dalszöveg: Rod McKuen, Bill Melendez és Al Shean; adaptáció: Vince Guaraldi
  - Lili drágám (Darling Lili) – zene: Henry Mancini; dalszöveg: Johnny Mercer
  - Scrooge – zene és dalszöveg: Leslie Bricusse; adaptáció Ian Fraser és Herbert W. Spencer

## Statisztika

### Egynél több jelöléssel bíró filmek
- 10: Airport
- 9: A tábornok
- 7: Szerelmi történet
- 5: MASH
- 4: Ryan lánya

### Egynél több díjjal bíró filmek
- 7: A tábornok
- 2: Ryan lánya